# Radu VII. Paisie
Radu VII. Paisie, znan tudi kot Peter Argeški (romunsko Radu Paisie, Petru de la Argeș) je bil vlaški knez, ki je vladal od junija 1535 do marca 1545, * ni znano, Bukarešta, † ni znano, Aleksandrija. 
Bil je sin kneza Raduja IV. Velikega. Vlaški prestol je nasledil po smrti svojega brata Vlada VIII. Vintilă, čeprav so se borbe za prestol začele že leta 1534.   Radu Paisie je svoj položaj uspešno obranil pred poskusi prilastitve, ki jih je orkestriral Șerban din Izvorani. 
Leta 1541 se je poročil z Ruksandro,  hčerko Neagoe Basaraba in vdovo svojega polbrata Raduja Afumatskega, s katero je imel več otrok: Mirceo Marcuja, Vlada, Marijo, Vojko in Karstino.
Radu VII. je do leta 1543, ko je vstopil v službo  Ferdinanda I. Habsburškega,  vladal v senci  Osmanskega imperija in mogočnega sultana Sulejmana I. (vladal 1520-1566). Knez bi moral za garanta za svojo zvestobo sultanu izročiti svojega najstarejšega sina Mirceo Marka. Ker je Radu zahtevo zavrnil, so ga Tuski s celo družino izgnali v Egipt, kjer se je za njim izgubila vsaka sled.
Raduja VII. je  preživel samo nezakonski sin Pătrașcu Dobri, ki je bil od marca 1554 do 26. decembra 1557 vlaški knez.

## Vira
- Mihnea Berindei; Gilles Veinstein (1987). L'empire Ottoman et les pays Roumains, 1544-1545. ISBN 2-7132-0858-0.
- Constantin C. Giurescu, Dinu C. Giurescu. Istoria Romanilor volume II (1352-1606). Bukarešta, 1976,  str. 241–244.

| Radu VII. Paisie Rojen: ni znano Umrl: ni znano |                          |                             |
| Vladarski nazivi                                |                          |                             |
| Predhodnik: Vlad VIII. Vintilă                  | Vlaški vojvoda 1535–1545 | Naslednik: Mircea V. Pastir |